# 環境品質文教基金會
環境品質文教基金會（英語：Environmental Quality Protection Foundation，簡寫為EQPF），簡稱環品會，成立於1984年，早於行政院環境保護署的設立，是台灣現存最早的民間環境非營利組織。組織成立宗旨為：促使社會大眾瞭解環境品質及生態保護教育之重要性，喚起社會重視，留給下一代美好健康之生活環境，俾有利於社會、國家乃至全人類之永續發展。現任董事長為謝英士博士。

## 緣起
1984年間，一群環保有志之士熱心奔走，在趙少康的號召下，催生成立了環境品質文教基金會。這個非官方、非營利性的環保公益團體，結合了大學環境科學領域的教授群，以及關心台灣環境的企業界與醫學界人士，走過三十餘個年頭，始終堅持環境正義，為提升環境品質而努力不懈。
在長期全力拚經濟的氛圍下，環境價值在台灣日漸式微，環保常淪為口號和花瓶。環境品質文教基金會在如此劣勢的環境中，秉持專業與環境保護的使命，不僅自許為強有力的政策監督者，也積極與國際接軌，投身於全球性的環境保護運動，期能喚起全民與政府的環境意識，為台灣創造優質的環境品質，留給子孫永續發展的樂活家園，厚植國際競爭資本。

## 重要活動
- 1986年，百萬人簽名救淡水河
- 1993年，揭發臺灣美國無線電公司污染事件
- 1995年，環境痛苦指數
- 1998年，紫外線指示預報系統
- 2002年，獲准為聯合國氣候變化綱要公約觀察員
- 2005年，環境公民訴訟(毒鴨蛋事件)
- 2006年，響應用水權利公約[1]
- 2008年，台灣氣候密碼行動 [2][3][4]
- 2008年，老樹救援行動 搶救全民綠色資產 [5]
- 2009年，撫平大地傷痕 8公頃植林運動 [6]
- 2007年，台灣氣候保護紀念林 [7]
- 2007年，點亮一萬個綠光-照明節能關懷計畫 嘉惠偏遠地區學童[8]
- 2010年，無毒醫院，新生活運動 [9]
- 2011年，永續山林  山林復育 [10]
- 2011年，環品學堂 [11]
- 2012年，Rio+20 聯合國永續發展大會[12]暨兒童繪畫比賽[13]
- 2012年，台灣綠帶，肯亞種樹去 [14][15]
- 2012年，我要的環資部倡議 [16]
- 2013年，綠色跨年倡議 [17]
- 2013年，救世要跑 新環境運動[18][19][20][21][22][23]
- 2013年，建設海綿臺灣倡議 [24][25]
- 2013年，台灣精神原生樹種票選活動 [26]
- 2013年，獲准為聯合國生物多樣性公約觀察員
- 2014年，森林無路倡議 [27]
- 2014年，救地球，不浪費食物 兒童繪畫/演講比賽[28]
- 2014年，水適應學校[29]
- 2015年，創設「臺灣環境教育對話平台」 (Taiwan Environmental Education Dialogue, TEED) [30]
- 2015年，開辦世界兒童環境文學家徵選活動 [31][32]
- 2015年，舉辦台灣森林大辯論賽 [33]
- 2016年，創設「我們只有一個地球」網站[34]，出版「我們都是氣候世代」、「挺身為環境」兩書

### 開發環境量測工具
- 碳計算器，可以計算每個人每個月可能產生的二氧化碳數量。http://www.eqpf.org/cooltaiwan/calculator_01.html （页面存档备份，存于）
- 水足跡計算器，可以計算每個人每個月生活用水(直接用水)與虛擬用水(間接用水)的消耗量。http://www.eqpf.org/WaterCalculator.aspx （页面存档备份，存于）
- 樹計算器，透過鍵入樹木資訊，可以瞭解樹木的環境資源價值。http://www.eqpf.org/tree_calculator.html （页面存档备份，存于）
- 環境荷爾蒙計算器，可計算每個人一周內戴奧辛暴露量。http://www.eqpf.org/ehc/index.html （页面存档备份，存于）

### 出版品
- 《我們都是氣候世代》
- 《挺身為環境-十二位檢察官的環境故事》

## 相關連結
臺灣環境教育對話平台(TEED)：http://www.teed.org.tw/ （页面存档备份，存于）

我們只有一個地球(Earth Opinions)：http://earthopinions.org/ （页面存档备份，存于）

世界兒童環境文學家(Voices of Future Generations)：http://voicesoffuturegenerations.asia/ （页面存档备份，存于）
1. ↑  國際綠十字(Green Cross International)用水權利公約網站，http://www.eqpf.org/watertreaty/faqs.htm （页面存档备份，存于）
2. ↑  行政院環保署國家溫室氣體登錄平台，2008/04/23國內新聞，.   [2017年2月17日]. （原始内容存档于2017年2月17日）.
3. ↑  大紀元報導〈台灣氣候密碼行動〈2℃ 101亮燈宣導〉，2008/4/22，http://www.epochtimes.com/b5/8/4/21/n2089903.htm （页面存档备份，存于）
4. ↑  人間福報報導〈抗暖化 台北101減碳耍COOL秀密碼〉，2008/4/22，http://www.merit-times.com.tw/NewsPage.aspx?Unid=81401 （页面存档备份，存于）
5. ↑  老樹救援行動 搶救全民綠色資產網站，http://www.eqpf.org/wood2/relieve_1.html （页面存档备份，存于）
6. ↑  撫平大地傷痕 8公頃植林運動網站，http://www.eqpf.org/envi8/index.html （页面存档备份，存于）
7. ↑  酷臺灣Cool Taiwan官方網站，http://www.eqpf.org/cooltaiwan/campaign_01.html （页面存档备份，存于）
8. ↑  點亮一萬個綠光-照明節能關懷計畫網站，.   [2017-02-17]. （原始内容存档于2017-02-18）.
9. ↑  無毒新環境 新生活運動新聞稿，http://www.eqpf.org/common/download/Papers/20101105%20%E7%92%B0%E8%8D%B7%E8%AB%96%E5%A3%87%E6%96%B0%E8%81%9E%E7%A8%BF%20%E6%9C%83%E5%BE%8C%E5%AE%A3%E8%A8%80.pdf （页面存档备份，存于）
10. ↑  永續山林網站，http://www.eqpf.org/sf/index.htm （页面存档备份，存于）
11. ↑  環品學堂網站，http://www.eqpf.org/envis/ （页面存档备份，存于）
12. ↑  Rio+20網站，http://www.eqpf.org/RIO/ （页面存档备份，存于）
13. ↑  Rio+20兒童繪畫比賽網站，http://www.eqpf.org/rio+20/about.htm （页面存档备份，存于）
14. ↑  台灣綠帶，肯亞種樹去網站，.   [2017-02-17]. （原始内容存档于2017-02-18）.
15. ↑  外交部非政府組織事務會報導，http://www.taiwanngo.tw/files/15-1000-21735,c245-1.php?Lang=zh-tw （页面存档备份，存于）
16. ↑  我要的環資部倡議網站，http://www.eqpf.org/MOENR/index.php （页面存档备份，存于）
17. ↑  綠色跨年網站，http://www.eqpf.org/greennewyears/ （页面存档备份，存于）
18. ↑  環品x30新環境運動網站，http://www.eqpf.org/30/index.htm （页面存档备份，存于）
19. ↑  自立晚報報導〈新環境運動「環品X 30救世要跑〉，2013/6/26，http://www.idn.com.tw/news/news_content.php?catid=4&catsid=2&catdid=0&artid=20130626cheng005 （页面存档备份，存于）
20. ↑  今日新聞報導〈「救世要跑」！23天環台馬拉松　7月1日「無聲」出發〉，2013/6/27，https://m.nownews.com/news/230430 （页面存档备份，存于）
21. ↑  中央通訊社報導〈新環境運動 -「環品X 30救世要跑」〉，2013/6/27，http://www.cna.com.tw/postwrite/Detail/128957.aspx （页面存档备份，存于）
22. ↑  蘋果日報報導〈肉腳變型男 路跑環台減碳〉，2013/7/2，http://www.appledaily.com.tw/appledaily/article/adcontent/20130702/35119909/ （页面存档备份，存于）
23. ↑  亞洲經濟通訊社報導〈為宣揚「新環境運動」與「綠色運動」23天馬拉松跑全台〉，2013/7/16，http://www.myaena.net/newspaper.php?nn_id=41&news_id=6994 （页面存档备份，存于）
24. ↑  海綿台灣網站，http://www.eqpf.org/sponge_taiwan/Origin.htm （页面存档备份，存于）
25. ↑  大家做伙打造咱的海綿台灣記者會影片，https://www.youtube.com/watch?v=M4dQDdMNO6E （页面存档备份，存于）
26. ↑  台灣精神原生樹種票選活動網站，http://www.eqpf.org/votefortrees/index.aspx （页面存档备份，存于）
27. ↑  森林無路倡議網站，http://www.eqpf.org/roadless/ （页面存档备份，存于）
28. ↑  救地球，不浪費食物 兒童繪畫/演講比賽活動網站，http://www.eqpf.org/paintfortheplanet/winners.html （页面存档备份，存于）
29. ↑  水適應學校網站，http://www.eqpf.org/greenwaterschool/become_01.html （页面存档备份，存于）
30. ↑  臺灣環境教育對話平台(TEED)網站，http://www.teed.org.tw/ （页面存档备份，存于）
31. ↑  世界兒童環境文學家網站，http://voicesoffuturegenerations.asia/ （页面存档备份，存于）
32. ↑  Voices of Future Generations國際網站，http://www.vofg.org/ （页面存档备份，存于）
33. ↑  台灣森林大辯論賽活動網站，http://www.eqpf.org/debate/about.html （页面存档备份，存于）
34. ↑  我們只有一個地球網站，http://earthopinions.org/ （页面存档备份，存于）